# Trịnh Văn Bính
Trịnh Văn Bính (1910 – 1985) là nhà quản lý tài chính, sau Cách mạng Tháng Tám là người đề ra chính sách tài chính thuế khóa của Chính quyền cách mạng, đã giữ các chức vụ Tổng Giám đốc Sở Thuế quan và Thuế gián thu, Tổng Giám đốc Quốc gia Ngân hàng, Thứ trưởng Bộ Tài chính Việt Nam.

## Gia thế
Ông là hậu duệ đời thứ 9 của Chúa Hy tổ Trịnh Cương, hậu duệ đời thứ 16 của chúa Minh Khang Thái Vương Trịnh Kiểm. Cha ông là Trịnh Phúc Lợi, một trong những nhân sỹ Bắc kỳ tham gia vào phong trào yêu nước Đông Kinh Nghĩa Thục sở hữu hàng loạt cửa hàng buôn bán vải trên phố cổ Hà Nội. Em trai là Trịnh Văn Bô nhà tư sản dân tộc nổi tiếng của Hà Nội. Chị gái là Trịnh Thị Thục chủ cửa hiệu Phúc Đồng.
Là cậu cả của hiệu buôn Phúc Lợi, Trịnh Văn Bính đã nổi tiếng với thành tích học tập khó ai sánh bằng. Thời trai trẻ, chàng thanh niên Trịnh Văn Bính đã theo học ở trường Anbe Saro.
Sau khi tốt nghiệp tú tài, lại được cử đi du học tại Cao đẳng Thương mại HEC tại Pháp, là một trong số ít người Việt Nam theo học tại ngôi trường danh tiếng này. Sau đó, dù chưa tốt nghiệp trường này, anh đã nhanh chóng tìm kiếm được một suất học bổng tại ĐH Oxford Anh.

## Hoạt động trong ngành thuế
Sau khi tốt nghiệp trở về nước vào những năm 1930, ông tham gia dạy tiếng Anh tại trường Tư thục Thăng Long (Hà Nội). 
Với kiến thức uyên bác về tài chính và trình độ đầu ngành về thuế, ông là người Việt Nam đầu tiên và duy nhất được giữ cương vị lãnh đạo trong Sở Thuế quan Đông Dương dưới thời Pháp thuộc còn gọi là Nhà Đoan. Ông làm Phó Giám đốc một thời gian và sau đó làm giám đốc Sở Thuế quan. Ông còn được gọi là ông Chánh Đoan.
Chính phủ Trần Trọng Kim thành lập, mời ông ra hợp tác nhưng ông nhất quyết từ chối, yên vị ở vị trí là Giám đốc Sở Thuế quan. 
Cũng nhờ quyết định này mà khi cách mạng thành công, ông nắm giữ được đầy đủ các nguồn thu cho cách mạng từ miền Bắc, Trung, Nam.

## Tham gia chính quyền cách mạng
Giữa tháng 9/1945, theo đề xuất của Bộ trưởng Bộ Tài chính Phạm Văn Đồng, Hồ Chủ tịch đã mời ông cùng ba viên chức cao cấp khác của chính quyền cũ chuyển sang làm việc ở Bộ Tài chính. Ngày 10/9/1945, Chính phủ ban hành sắc lệnh số 27/SL đặt ra Sở Thuế quan và Thuế gián thu (trực thuộc Bộ Tài chính). Ngay trong ngày, Chính phủ ra sắc lệnh số 28/SL bổ nhiệm Trịnh Văn Bính, Giám đốc Sở Thuế chính Bắc bộ, làm Tổng Giám đốc Sở Thuế quan và Thuế gián thu. Lúc này, Sở Thuế quan và Thuế gián thu có nhiệm vụ xây dựng chính sách và tổ chức chỉ đạo, quản lý việc thu các loại thuế xuất nhập cảng, các thứ thuế gián thu (rượu, muối, thuốc lá điếu...). Lúc đó, ông mới 35 tuổi.
Ngày 17/10/1945 Hội Việt Mỹ được thành lập, ông là Chủ tịch Hội đầu tiên.
Ngày 31/12/1945, theo Sắc lệnh số 78, ông lại được cử vào Uỷ ban nghiên cứu kiến thiết do Hồ Chủ tịch trực tiếp điều hành, với nhiệm vụ nghiên cứu kế hoạch thiết thực kiến thiết quốc gia và thảo ra những dự án kiến thiết trình Chính phủ.
Ngày 2/3/1946, Quốc hội đầu tiên của nước Việt Nam Dân chủ Cộng hoà thông qua danh sách Hội đồng Chính phủ mới. Ông Lê Văn Hiến được cử làm Bộ trưởng Bộ Tài chính thay ông Phạm Văn Đồng. Ngày 22/3/1946, Hội đồng Chính phủ mới đã bổ nhiệm ông là Thứ trưởng đầu tiên của Bộ Tài chính, kiêm nhiệm Tổng giám đốc Sở Thuế quan và Thuế gián thu.,
Tháng 6/1946, ông Bính được cử là thành viên đoàn Chính phủ do Hồ Chủ tịch dẫn đầu, sang dự Hội nghị Phông -ten-nơ-blô tại Pháp.
Tháng 11 năm 1946 khi Chính phủ Liên hiệp mở rộng, ông là thành viên Chính phủ với cương vị Thứ trưởng Bộ Tài chính Việt Nam.

## Hoạch định chính sách tài chính thuế khóa
Là người đứng đầu ngành Tài chính ông đã mạnh dạn đề xuất Chính phủ sớm bãi bỏ chế độ công quản rượu, thuốc phiện và giải phóng đồng muối cho diêm dân tự do sản xuất bán lại muối cho Nhà nước theo giá thích hợp để Nhà nước bán lại cho dân, đặc biệt rất cần cho đồng bào dân tộc ở miền núi. Mặt khác, trong phạm vi cần thiết, nên tăng thuế tiêu thụ đối với một số mặt hàng mang tính xa xỉ như: thuốc lào, thuốc lá, rượu tây, rượu tàu, bia, bài lá. Hồ Chủ tịch tỏ ý hài lòng về những ý kiến đề xuất và chỉ thị sớm nghiên cứu triển khai việc cải cách thuế phù hợp với tình hình mới.
Năm 1948 ông được cử làm Tổng Giám đốc Quốc gia Ngân hàng 
, năm 1951 ông kiêm thêm chức Giám đốc Sở Thuế Trung ương (Nguyễn Lâm và Trịnh Hô Thị làm Phó Giám đốc Sở Thuế Trung ương).
Sau năm 1954 ông tiếp tục giữ cương vị Thứ trưởng Bộ Tài chính cho đến khi nghỉ hưu. Ông là một cán bộ cao cấp mà đức thanh liêm rất đáng nêu gương học tập cho tầng lớp cán bộ bây giờ. Tuy được tiêu chuẩn có xe ôtô riêng đưa đón, nhưng ông chỉ dùng ôtô vào việc công; còn lúc đi thăm bà con họ hàng ông chỉ đi chiếc xe đạp cũ không lấy gì làm tốt lắm.
Năm 1980 ông về hưu sống tại nhà riêng 11 Tôn Đản, quận Hoàn Kiếm, TP Hà Nội. Năm 1985 ông mất.
Ông từng được Nhà nước Việt Nam tặng Huân chương Độc lập.

## Gia đình
Vợ ông là bà Hoàng Thị Minh Hảo, con gái cụ Hoàng Đạo Phương thương gia ở phố Hàng Đào và là chị gái bà Hoàng Thị Minh Hồ nhà thương gia Hà nội nổi tiếng.
Ông lấy toàn tên các chúa Trịnh để đặt tên cho các con trai như Trịnh Cương, Trịnh Doanh, Trịnh Giang, Trịnh Sâm v…v, tên đúng như các chúa Trịnh xưa không có chữ đệm "văn"!. Đó là cách rất riêng của ông để thể hiện lòng yêu nước và tự hào dân tộc từ trước Cách mạng tháng Tám.
Ông cũng là thông gia với Bác sĩ Trần Duy Hưng (con gái ông kết hôn với con trai Bs Trần Duy Hưng)